# Neopycnodonte zibrowii
Espèce
Neopycnodonte zibrowii est une espèce d'huîtres géantes de la famille des Gryphaeidae (ordre des Ostreoida).
Cette espèce des profondeurs peut mesurer jusqu'à 30 cm et peut vivre plusieurs siècles,. Neopycnodonte zibrowii a été observée recouvrant les parois et surplombs des canyons méditerranéens de 350 m à 750 m.
On connait des fossiles de Neopycnodonte zibrowii datant de 60 millions d'années. Il y a 25 millions d'années, de nombreuses colonies de N. zibrowii vivaient près de la côte. Pour des raisons inconnues, ces huîtres migrèrent vers des eaux plus profondes, loin des grands courants océaniques, pour presque disparaitre il y a deux millions d'années.

## Systématique
L'espèce Neopycnodonte zibrowii a été décrite en 2009 par Serge Gofas (d), Carmen Salas (d) et
Marco Taviani (d).